# Yainville
Yainville est une commune française située dans le département de la Seine-Maritime en région Normandie.
Elle fait partie du parc naturel régional des Boucles de la Seine normande.

## Géographie

### Localisation
La commune fait partie de la Métropole Rouen Normandie.
|               | Le Trait  |         |
| Heurteauville | Yainville | Duclair |
|               | Jumièges  |         |

### Hydrographie
La commune est située dans le bassin Seine-Normandie. Elle est drainée par la Seine,.
La Seine, qui prend sa source à Source-Seine, en Côte-d'Or, sur le plateau de Langres, traverse le département avec de larges méandres sur son flanc sud et se jette dans la Manche entre Le Havre et Honfleur. 

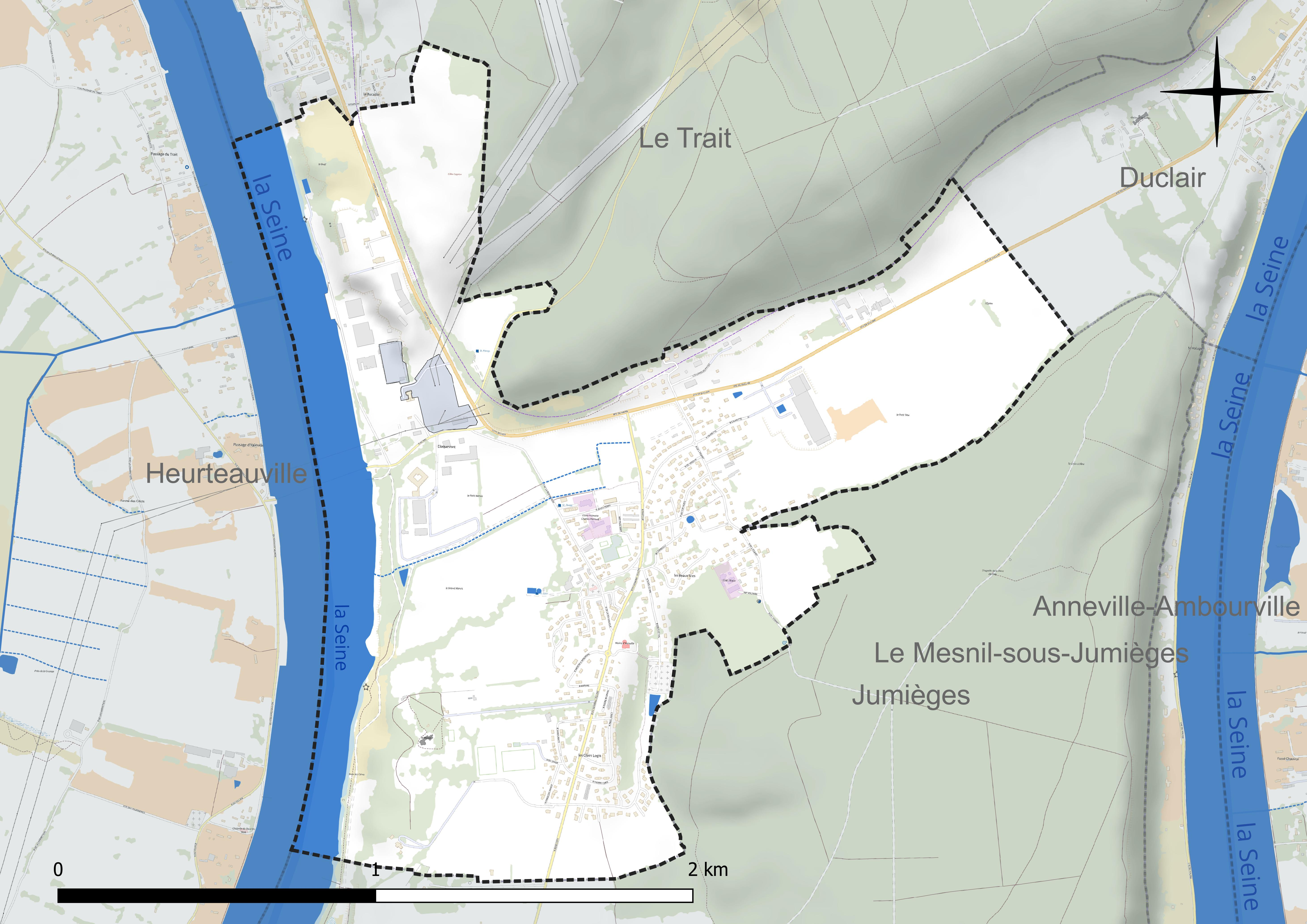
Réseau hydrographique d'Yainville.

### Climat
Pour des articles plus généraux, voir Climat de la Normandie et Climat de la Seine-Maritime.
En 2010, le climat de la commune est de type climat océanique altéré, selon une étude du CNRS s'appuyant sur une série de données couvrant la période 1971-2000. En 2020, Météo-France publie une typologie des climats de la France métropolitaine dans laquelle la commune est exposée à un climat océanique et est dans la région climatique Côtes de la Manche orientale, caractérisée par un faible ensoleillement (1 550 h/an) ; forte humidité de l’air (plus de 20 h/jour avec humidité relative > 80 % en hiver), vents forts fréquents. Parallèlement le GIEC normand, un groupe régional d’experts sur le climat, différencie quant à lui, dans une étude de 2020, trois grands types de climats pour la région Normandie, nuancés à une échelle plus fine par les facteurs géographiques locaux. La commune est, selon ce zonage, exposée à un « climat contrasté des collines », correspondant au Pays d’Auge, Lieuvin et Roumois, moins directement soumis aux flux océaniques et connaissant toutefois des précipitations assez marquées en raison des reliefs collinaires qui favorisent leur formation.
Pour la période 1971-2000, la température annuelle moyenne est de 10,7 °C, avec une amplitude thermique annuelle de 13 °C. Le cumul annuel moyen de précipitations est de 863 mm, avec 12,6 jours de précipitations en janvier et 8,2 jours en juillet. Pour la période 1991-2020, la température moyenne annuelle observée sur la station météorologique la plus proche, située sur la commune de Jumièges à 2 km à vol d'oiseau, est de 12,2 °C et le cumul annuel moyen de précipitations est de 843,5 mm,. Pour l'avenir, les paramètres climatiques de la commune estimés pour 2050 selon différents scénarios d’émission de gaz à effet de serre sont consultables sur un site dédié publié par Météo-France en novembre 2022.

## Urbanisme

### Typologie
Au 1er janvier 2024, Yainville est catégorisée bourg rural, selon la nouvelle grille communale de densité à sept niveaux définie par l'Insee en 2022.
Elle est située hors unité urbaine. Par ailleurs la commune fait partie de l'aire d'attraction de Rouen, dont elle est une commune de la couronne,. Cette aire, qui regroupe 317 communes, est catégorisée dans les aires de 200 000 à moins de 700 000 habitants,.

### Occupation des sols
L'occupation des sols de la commune, telle qu'elle ressort de la base de données européenne d’occupation biophysique des sols Corine Land Cover (CLC), est marquée par l'importance des territoires agricoles (48,5 % en 2018), en diminution par rapport à 1990 (52,5 %). La répartition détaillée en 2018 est la suivante :
terres arables (35,3 %), zones urbanisées (20,5 %), zones industrielles ou commerciales et réseaux de communication (14,9 %), eaux continentales (9,1 %), forêts (7,1 %), prairies (7 %), zones agricoles hétérogènes (6,1 %). L'évolution de l’occupation des sols de la commune et de ses infrastructures peut être observée sur les différentes représentations cartographiques du territoire : la carte de Cassini (XVIIIe siècle), la carte d'état-major (1820-1866) et les cartes ou photos aériennes de l'IGN pour la période actuelle (1950 à aujourd'hui).

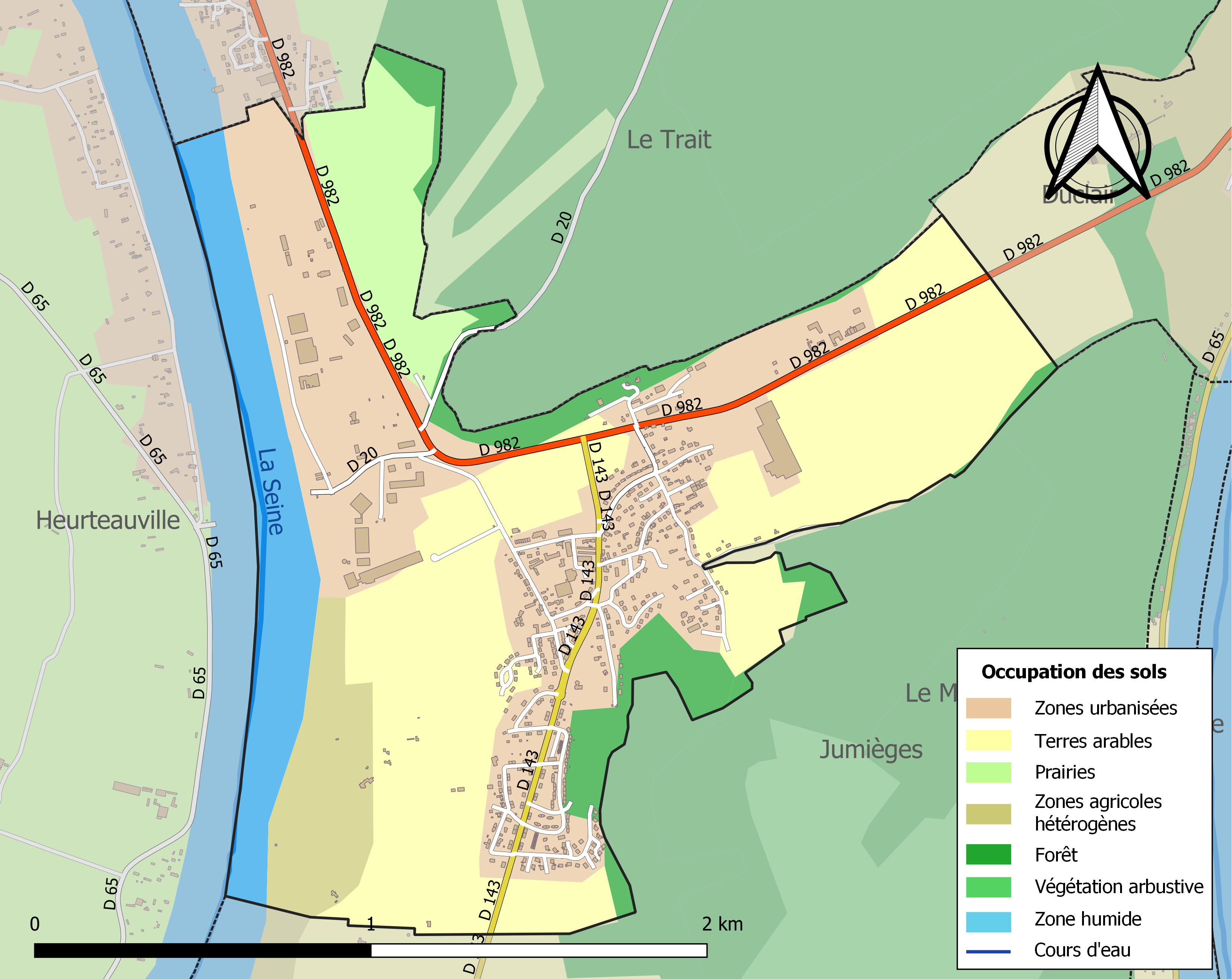
Carte des infrastructures et de l'occupation des sols de la commune en 2018 (CLC).

### Voies de communication et transports
La commune est traversée par la route départementale 982.
Un bac permet de traverser la Seine et de rejoindre Heurteauville.

## Toponymie
Le lieu est attesté sous les formes Ewenvilla en 1025 et vers 1080, puis sous la forme Eudonis villa en 1138.
Il s'agit d'une formation toponymique médiévale en -ville au sens ancien de « domaine rural » (ville est issu du gallo-roman VILLA de même sens). Le premier élément Yain- représente vraisemblablement, selon le cas général, un anthroponyme.
François de Beaurepaire identifie dans l'élément Yain-, le nom de personne Edwin[us] de type à la fois germanique continental et anglo-saxon. Il note cependant une analogie possible avec Hyenville (Manche, Eudonis villa 1186, Heenville XIVe siècle) qui contient peut-être le nom de personne germanique Odo (cas sujet Eudes, cas régime Odon), bien que les formes Eudonis villa soient dans les deux cas, tardives et isolées. En outre, le cas régime en -on reste exceptionnel dans les formations en -ville de Normandie.

## Histoire
Dans la plaine d'Yainville coulait jadis l'Austreberthe. À l'ère quaternaire, son cours fut capturé par la Seine. L'idée de remettre en eau cette vallée morte pour abréger le parcours des navires fut lancée par Vauban puis reprise, au XIXe siècle, par divers ingénieurs. Ce projet, abandonné après quelques travaux, reste connu sous le nom de « coupure d'Yainville ». Yainville était jusqu'à la Révolution l'une des trois paroisses composant la baronnie de Jumièges, domaine direct de l'abbaye du même nom.

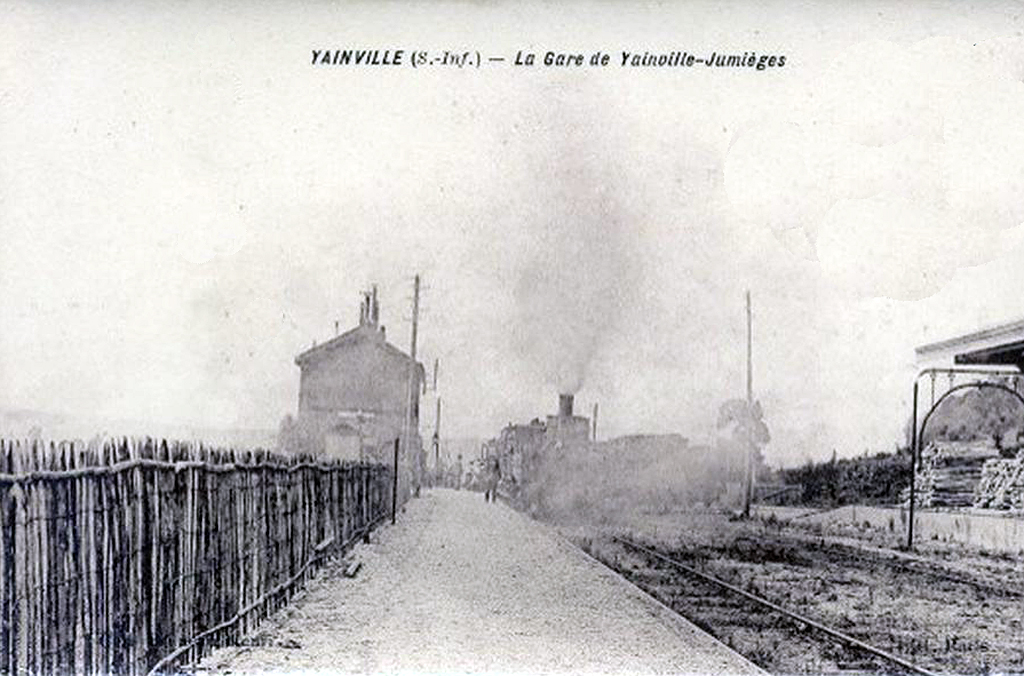
La gare de Yainville - Jumièges vers 1907.

Première activité industrielle : une carrière de pierre située à Claquevent et exploitée à la Révolution par le syndic du village, Jacques Rollain et au XIXe siècle par Émile Sylvestre. Tous deux furent maires d'Yainville.
En 1882, avec le prolongement de la ligne de Barentin à Caudebec-en-Caux, Yainville dispose d'une gare qui va favoriser le déplacement des habitants, l'expédition de la production locale de fruits et l'implantation d'entreprises.
En 1913, Sacha Guitry fait de Yainville sa résidence d'été.
En 1916, l'entreprise Pont-à-Mousson investit à Yainville avec l'achat de terrains et la création d'une fabrique de goudron.
Sur le site de Claquevent s'édifie à la fin de la Grande Guerre une centrale électrique d'abord exploitée par la SHEE (Société havraise d'énergie électrique). Autour de cette centrale, des entreprises satellites sont alors créées : une savonnerie, une huilerie, une cartonnerie et une unité de produits électrolytique qui, le 9 août 1934, est le cadre d'une violente explosion. Bilan : trois morts et plusieurs blessés.
En 1940, le général Paulus fait de l'ancien manoir de Sacha Guitry son quartier-général. Il est alors propriété de Clarin Mustad, directeur de la clouterie de Duclair.
Le 19 avril et les 29 et 30 juillet 1943, la centrale est bombardée. À la Libération, EDF lui substitue une centrale thermique qui sera détruite à la fin des années 1990. Le développement de la centrale s'est accompagné de la création d'une cité ouvrière.
Après l'arrêt de la centrale, le site de Claquevent accueillera de nouvelles activités tandis que l'entreprise d'orfèvrerie Christofle s'est implantée dès 1972 à Yainville, année où roule le dernier train sur la ligne de chemin de fer.

## Politique et administration
| Période                                  | Période                    | Identité                        | Étiquette | Qualité                                    |
| ---------------------------------------- | -------------------------- | ------------------------------- | --------- | ------------------------------------------ |
| Les données manquantes sont à compléter. |                            |                                 |           |                                            |
| 1789                                     | 1794                       | Jacques Rollain                 |           | Carrier                                    |
| 1796                                     | 1826                       | François Lesain                 |           | Agriculteur                                |
| 1826                                     | 1829                       | Pierre-Michel Rollain           |           | Chauffournier                              |
| 1830                                     | 1839                       | Jean-Georges Delépine           |           | Propriétaire                               |
| 1839                                     | 1846                       | Charles Lesain                  |           | Propriétaire                               |
| 1846                                     | 1848                       | Pascal Mettérie                 |           | Garde-forestier                            |
| 1848                                     | 1884                       | Jean-Augustin Lafosse           |           | Agriculteur                                |
| 1884                                     | 1894                       | Émile Sylvestre                 |           | Carrier                                    |
| 1894                                     | 1804                       | Patrice Costé                   |           | Agriculteur                                |
| 1904                                     | 1922                       | Athanase Leroy                  |           | Arboriculteur                              |
| 1922                                     | 1925                       | Émile Carpentier                |           | Agriculteur                                |
| 1925                                     | 1929                       | Auguste Fessard                 |           | Agriculteur                                |
| 1929                                     | 1945                       | Jean Lévêque                    |           | Électricien                                |
| 1945                                     | 1964                       | Gaston Passerel                 |           | Régisseur                                  |
| 1945                                     | 1964                       | Théophile Pourhomme             |           | Technicien                                 |
| 1964                                     | 1974                       | Henri Marcilloux                |           | Instituteur                                |
| 1974                                     | 2008                       | Jean-Louis Claudet, (1931-2008) |           | Ingénieur aux chantiers du Trait, retraité |
| mars 2008                                | En cours (au 10 août 2020) | Anne-Marie Del Sole             |           | Médecin Réélue pour le mandat 2020-2026,   |

## Équipements et services publics

### Enseignement
La commune dépend de l'académie de Normandie.
- École maternelle publique Charles-Perrault
- École élémentaire publique Jules-Ferry

## Population et société

### Démographie
L'évolution du nombre d'habitants est connue à travers les recensements de la population effectués dans la commune depuis 1793. Pour les communes de moins de 10 000 habitants, une enquête de recensement portant sur toute la population est réalisée tous les cinq ans, les populations de référence des années intermédiaires étant quant à elles estimées par interpolation ou extrapolation. Pour la commune, le premier recensement exhaustif entrant dans le cadre du nouveau dispositif a été réalisé en 2004.

En 2022, la commune comptait 1 033 habitants, en évolution de −2,09 % par rapport à 2016 (Seine-Maritime : +0,35 %, France hors Mayotte : +2,11 %).
| 1793 | 1800 | 1806 | 1821 | 1831 | 1836 | 1841 | 1846 | 1851 |
| ---- | ---- | ---- | ---- | ---- | ---- | ---- | ---- | ---- |
| 204  | 238  | 237  | 261  | 234  | 251  | 210  | 286  | 240  |

| 1856 | 1861 | 1866 | 1872 | 1876 | 1881 | 1886 | 1891 | 1896 |
| ---- | ---- | ---- | ---- | ---- | ---- | ---- | ---- | ---- |
| 229  | 224  | 260  | 249  | 226  | 224  | 261  | 287  | 281  |

| 1901 | 1906 | 1911 | 1921 | 1926 | 1931 | 1936 | 1946 | 1954 |
| ---- | ---- | ---- | ---- | ---- | ---- | ---- | ---- | ---- |
| 275  | 241  | 214  | 265  | 258  | 350  | 347  | 340  | 616  |

| 1962 | 1968 | 1975  | 1982  | 1990  | 1999  | 2004  | 2006  | 2009  |
| ---- | ---- | ----- | ----- | ----- | ----- | ----- | ----- | ----- |
| 883  | 993  | 1 117 | 1 246 | 1 135 | 1 181 | 1 153 | 1 096 | 1 123 |

| 2014  | 2019  | 2022  | - | - | - | - | - | - |
| ----- | ----- | ----- | - | - | - | - | - | - |
| 1 070 | 1 041 | 1 033 | - | - | - | - | - | - |

### Sports et loisirs
- Football : Football des Boucles de la Seine
- Basket-ball : US Le Trait-Yainville
- Tennis de table : Le Trait-Yainville Pongiste
- Judo : Judo en Seine
- Tennis : US Yainville Tennis
- Cyclisme : US Yainville Cyclisme

### Cultes
Yainville appartient à la paroisse catholique Saint-Philibert de Duclair – Boucles de Seine qui fait partie du doyenné Rouen-Ouest de l'archidiocèse de Rouen.

## Économie
- Taux d'activité : 81,2 %[Quand ?]
- Taux de chômage[Quand ?] : 10,26 %

Activités contemporaines : savonnerie et huilerie. Usine d'orfèvrerie Christofle (1971).

## Culture locale et patrimoine

### Lieux et monuments

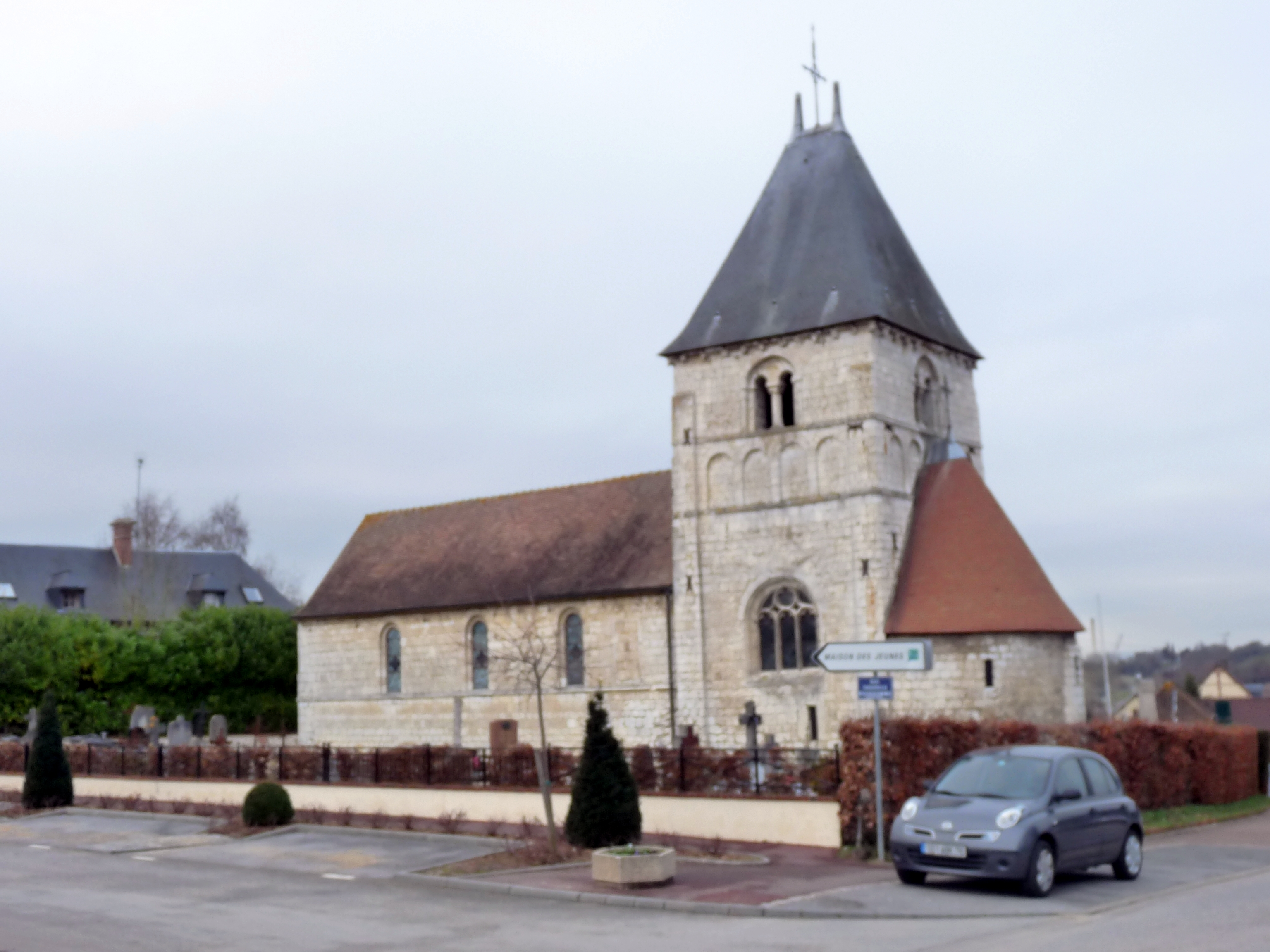
L'église Saint-André en 2010.

- Église Saint-André, romane (XIe siècle) dédiée à saint André. Le clocher est une « grosse tour carrée des plus primitives » selon l'abbé Cochet. La nef est du XIe siècle. Le chœur se termine par un chevet en hémicycle des XIe et XIIe siècles. La sacristie est une construction du XIXe siècle.
- Ouvrage défensif dit fossé Saint-Philibert.
- Manoir ayant appartenu à Sacha Guitry[25].
- Ferme-manoir ayant appartenu à l'abbaye de Jumièges.

L'église Saint-André à la fin du XIXe siècle par Mieusement
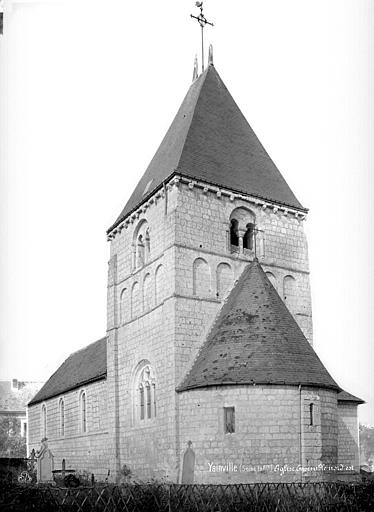
À la fin du XIXe siècle…
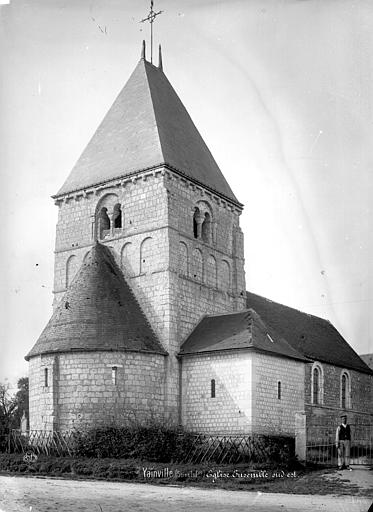
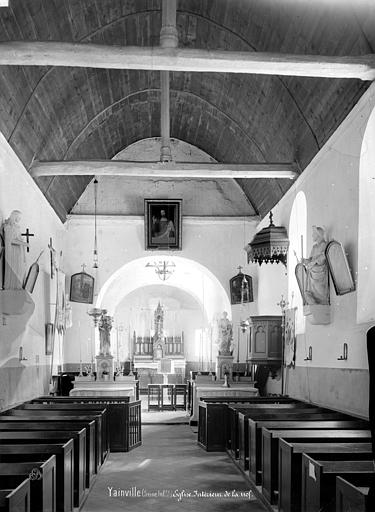

### Personnalités liées à la commune
- Marie Madeleine Dreux d'Aubray, marquise de Brinvilliers (1630-1676) a, selon la légende, séjourné à Yainville.
- Sacha Guitry et Charlotte Lysès, sa première épouse, font du manoir des Zoaques leur résidence d'été de 1913 à 1916.
- Bernard Bloch-Levallois, marchand de biens, collectionneur, racheta les Zoaques à Charlotte Lysès[26].
- Lazare Bloch, époux de Marthe Hanau, la célèbre banquière, fut propriétaire des Zoaques[27].
- Clarin Mustad (1871-1948) fut propriétaire des Zoaques.
- Maurice Ray (1863-1938), peintre parisien, familier du Salon des Indépendants, fut propriétaire de La Broche, l'ancien nom des Zoaques.[réf. nécessaire]
- Roger Martin du Gard (1881-1958) séjourna à plusieurs reprises chez son ami Martin Ray, à La Broche, où il rédigea sa thèse sur l'abbaye de Jumièges.
- L'abbé Houlière (1803-1883), poète, chansonnier, auteur de Notre Dame d'Autretot, fut curé de Yainville de 1851 à 1865[28]. Il y rédigea son ouvrage intitulé Poésies d'un curé de campagne.[réf. nécessaire]

### Yainville dans les arts
Des scènes du film Un pont entre deux rives (1999) de Gérard Depardieu et Frédéric Auburtin y ont été tournées.

### Parrainages
Un cargo construit aux Ateliers et chantiers de la Seine-Maritime du Trait pour la Compagnie maritime et charbonnière Worms en 1961 portait le nom de Yainville.

## Pour approfondir